# Bernd Heinze (Fotograf)
Bernd Heinze (* 1947 in Liebertwolkwitz bei Leipzig) ist ein Bürgerrechtler und Fotograf.
Bernd Heinze lernte Lokomotivbauer, studierte später in Dresden Ingenieurwesen, arbeitete bei der Deutschen Reichsbahn, der Wasserwirtschaft und dokumentierte Ende der 1980er Jahre als Fotograf die Veränderungen in der DDR und die Demonstrationen 1989/90 in Leipzig. 1990 wurde er Geschäftsführer des Demokratischen Aufbruchs in Leipzig, ab 1991 Medienberater. Er arbeitete für verschiedene Zeitungen wie den Sachsen-Sonntag, den Tag des Herrn und die Leipziger Volkszeitung (LVZ).
Heute lebt Bernd Heinze in Bautzen, ist im Ruhestand, jedoch immer noch politisch aktiv und fotografiert vor allem die Lausitz.
Bernd Heinze ist einer der drei wichtigen Fotografen der Leipziger Liederszene und hat alle drei Solidaritätskonzerte vom Herbst ’89 in den Leipziger Kirchen dokumentiert.